# Funcție de proces
În termodinamică o mărime care este bine definită astfel încât să descrie calea unui proces prin spațiul stărilor de echilibru al unui sistem termodinamic este numită funcție de proces. De exemplu lucrul mecanic și căldura sunt funcții de proces deoarece descriu cantitativ tranziția între stările de echilibru ale unui sistem termodinamic.
Funcțiile de proces depind de calea parcursă pentru a ajunge de la o stare la alta. Căi diferite dau valori diferite. Spre deosebire de funcțiile de proces, funcțiile de stare sunt independente de calea urmată. Parametrii de stare sunt funcții punctuale, care diferă de funcțiile de proces. Pentru o stare dată, considerată într-un punct, există o valoare definită pentru fiecare parametru de stare și funcție de stare.
Modificările infinitezimale ale unei funcții de proces X sunt adesea notate cu δX pentru a le distinge de modificările infinitezimale ale unei funcții de stare Y care se scrie dY. Mărimea dY este o diferențială exactă, în timp ce δX nu este, este o diferențială inexactă. Modificările infinitezimale ale unei funcții de proces pot fi integrate, dar valoarea integralei dintre două stări depinde de calea urmată între cele două stări, în timp ce integrala unei funcții de stare este pur și simplu diferența dintre funcțiile de stare din cele două puncte, independent de calea parcursă.
În general, o funcție de proces X poate fi fie olonomă⁠(d) sau nu. Pentru o funcție de proces olonomă, o funcție de stare auxiliară (factor integrant) λ poate fi definită astfel încât Y = λX este o funcție de stare. Pentru o funcție de proces neolonomă nu poate fi definită o astfel de funcție. Altfel spus, pentru o funcție de proces olonomă, λ poate fi definit astfel încât dY = λδX este o diferențială exactă. De exemplu, lucrul mecanic efectuat într-un proces termodinamic este o funcție de proces olonomă, deoarece factorul de integrare λ = 1/p (unde p este presiunea) dă diferențiala exactă a funcției de stare volum dV = δW/p. Principiul al doilea al termodinamicii, în formularea lui Constantin Carathéodory, echivalează în esență cu propoziția căldura este o funcție de proces olonomă, deoarece factorul de integrare λ = 1/T (unde T este temperatura) produce diferențiala exactă a funcției de stare entropie dS = δQ/T.